# 巴瓜省
巴瓜省（西班牙語：Provincia de Bagua），是秘魯的省份，位於該國北部亞馬遜大區，西北面是厄瓜多爾，東面是孔多爾坎基省，南面是烏特庫班巴省，西面是哈恩省和聖伊格納西奧省，首府是巴瓜，面積5,745.72平方公里，2007年人口97,787，人口密度每平方公里17人。
5°46′48″S 78°26′24″W / 5.78000°S 78.44000°W